# Жань Вей
Жань Вей — була короткочасною державою, заснованою Жань Мінем.

## Історія
Жань Мінь, генерал Пізнього Чжао, скористався кризою престолонаслідування після смерті імператора Ши Ху і проголосив себе імператором у 350 році.
У той же час Ши Чжи, принц Сіньсін Чжао, претендував на трон Чжао в місті Сянго. Він також звернувся за допомогою до колишньої Янь та інших держав на півночі Китаю. Жань Мінь напав на місто, але програв.
Жань Мінь знову напав на Сянго в 352 році, цього разу успішно. У травні зазнав поразки та був захоплений силами Янь на чолі з Муронгом Ке. У столиці Янь Цзі Жань Мінь образив імператора Янь Мужун Цзюня, стверджуючи, що його люди були «варварами та тваринами». Згодом його стратили.

## Правителі
- Жань Мінь — 350—352